# Кунић (Плашки)
Кунић је насељено мјесто у сјеверној Лици, у општини Плашки, Карловачка жупанија, Република Хрватска.

## Географија
Кунић је удаљен 6 км сјеверозападно од Плашког.

## Историја
До територијалне реорганизације у Хрватској налазио се у саставу бивше велике општине Огулин. Кунић се од распада Југославије до августа 1995. године налазио у Републици Српској Крајини.

## Становништво
Насеље је према попису становништва из 2011. године имало 32 становника.

### Број становника по пописима
| Националност   | 2001. | 1991. | 1981. | 1971. | 1961. | 1953. | 1948. | 1931. | 1921. | 1910. | 1900. | 1890. | 1880. | 1869. | 1857. |
| бр. становника | 35    | 89    | 118   | 178   | 268   | 318   | 334   | 557   | 511   | 618   | 641   | 653   | 660   | 573   | 572   |

### Национални састав
| Националност       | 2001.       | 1991.       | 1981.       | 1971.        | 1961.        |
| Срби               | 29 (82,85%) | 84 (94,38%) | 92 (77,96%) | 173 (97,19%) | 263 (98,13%) |
| Хрвати             | 4 (11,42%)  | 5 (5,61%)   | 0           | 1 (0,56%)    | 4 (1,49%)    |
| Југословени        | —           | 0           | 26 (22,03%) | 0            | 0            |
| остали и непознато | 2 (5,71%)   | 0           | 0           | 4 (2,24%)    | 1 (0,37%)    |
| Укупно             | 35          | 89          | 118         | 178          | 268          |